# Red Cliff (stup i Saint Kitts och Nevis)
Red Cliff är ett stup i Saint Kitts och Nevis. Det ligger i parishen Saint George Gingerland, i den sydöstra delen av landet, 27 km sydost om huvudstaden Basseterre. Red Cliff ligger 15 meter över havet. Det ligger på ön Nevis.